# Asop d'Acaia
El riu Asop (grec: Aσωπός Asopós) és un riu de Grècia, a la regió del Peloponnès, que neix al mont Farmakás, al municipi de Nemea, i desemboca al Golf de Corint entre els municipis de Sició i Velo-Vocha.
Antigament recorria els territoris de Fliünt i Sició, situada a la desembocadura, i per això la contrada també rebia el nom d'Asòpida o Asòpia. Comparteix nom amb els rius Asop de Beòcia, Asop de Mèlida i Asop de Frígia, i totes quatre regions associaven el seu riu amb Asop, el fill d'Ocèan.